# Dopravní značení v Izraeli

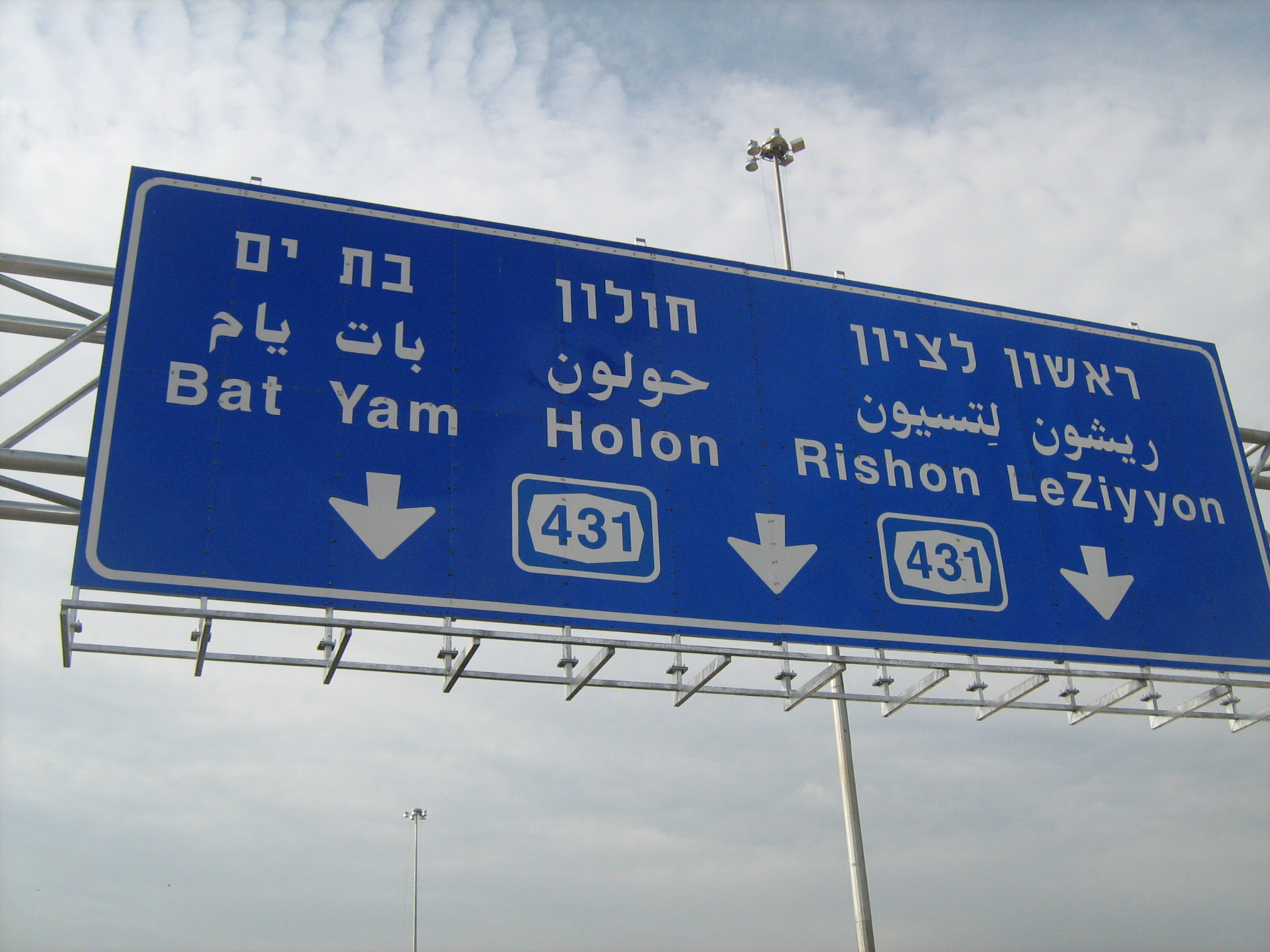
Dopravní značení na silnici č. 431

Dopravní značení v Izraeli je stanoveno izraelským ministerstvem dopravy, konkrétně pak oddělením pro plánování dopravy. Aktuální dopravní značení je platné od roku října 2002. Izrael má po celé zemi stejný systém dopravního značení.

## Jazyk
Dopravní značky jsou často v hebrejštině nebo arabštině, tj. dvou oficiálních úředních jazycích Izraele, či v angličtině. Dopravní značka „Stůj, dej přednost v jízdě,“ je na rozdíl od evropských značek bez slova „STOP“ a na místo toho obsahuje zdviženou ruku.

## Výstražné značky
Výstražné dopravní značky zvýrazňují stávající stav, jako jsou zatáčky, přechody pro chodce, zpomalovací pruhy nebo dopravní signalizace. Mohou rovněž varovat před případným nebezpečím, jako je nebezpečné klesání, blízký přechod pro chodce nebo hluk z letiště. Tyto dopravní značky mají trojúhelníkový tvar s červeným lemováním a bílým vnitřkem.

Výstražné značky
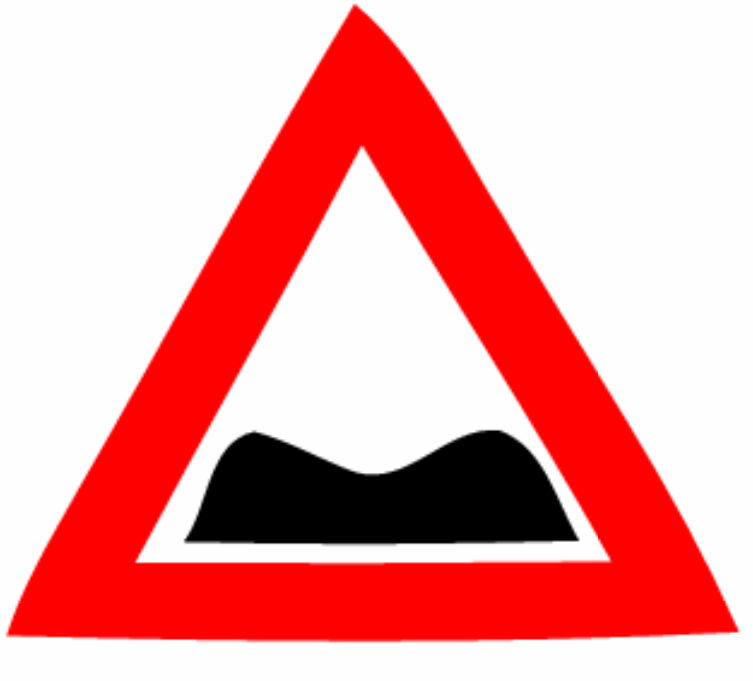
Nerovnost vozovky
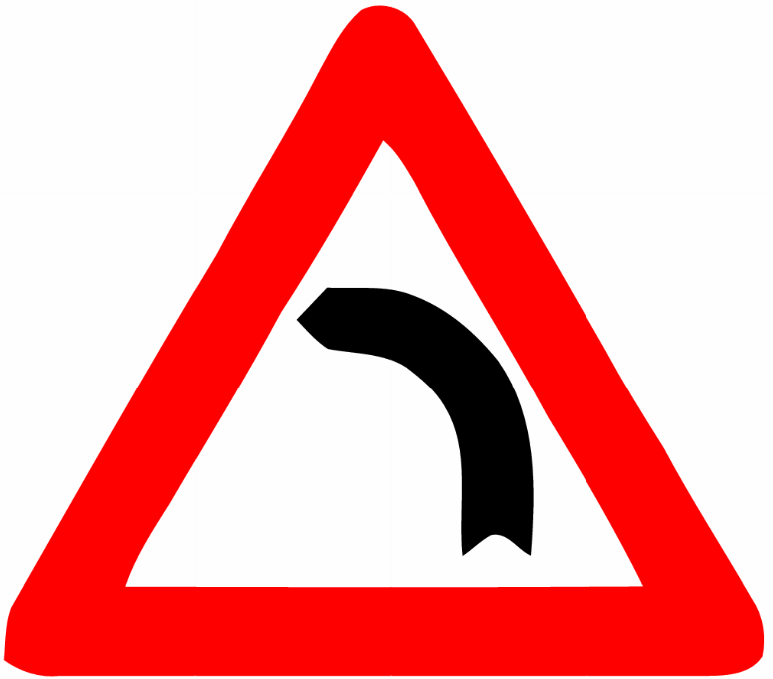
Ostrá zatáčka vlevo
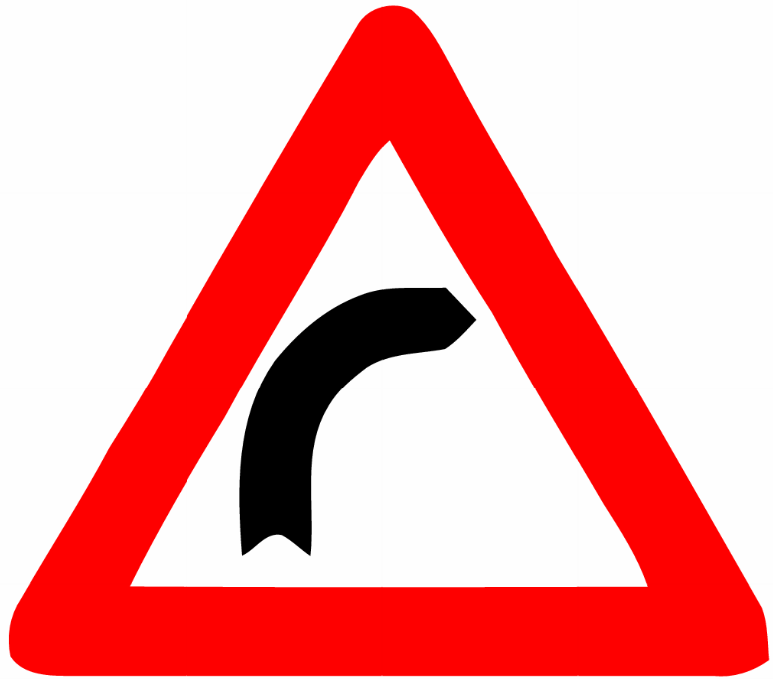
Ostrá zatáčka vpravo
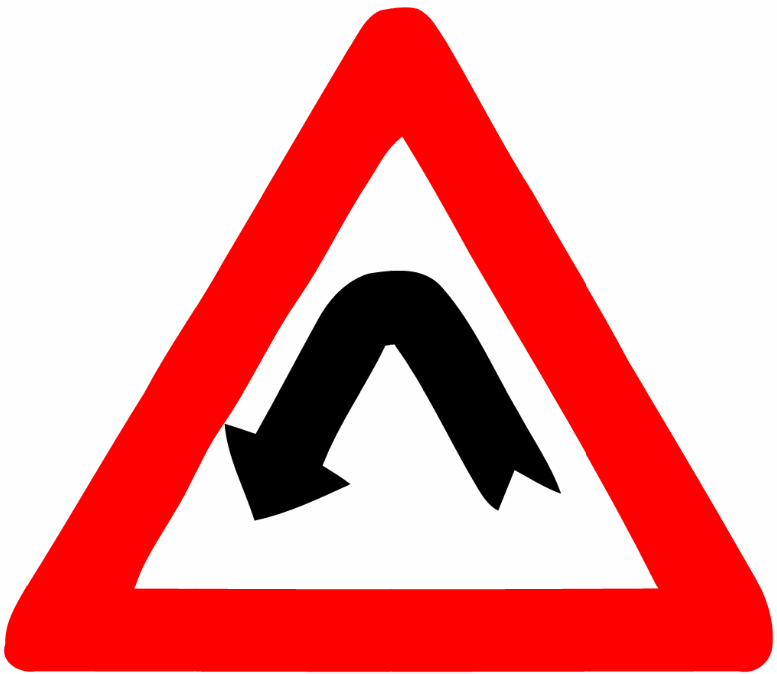
Točitá zatáčka vlevo
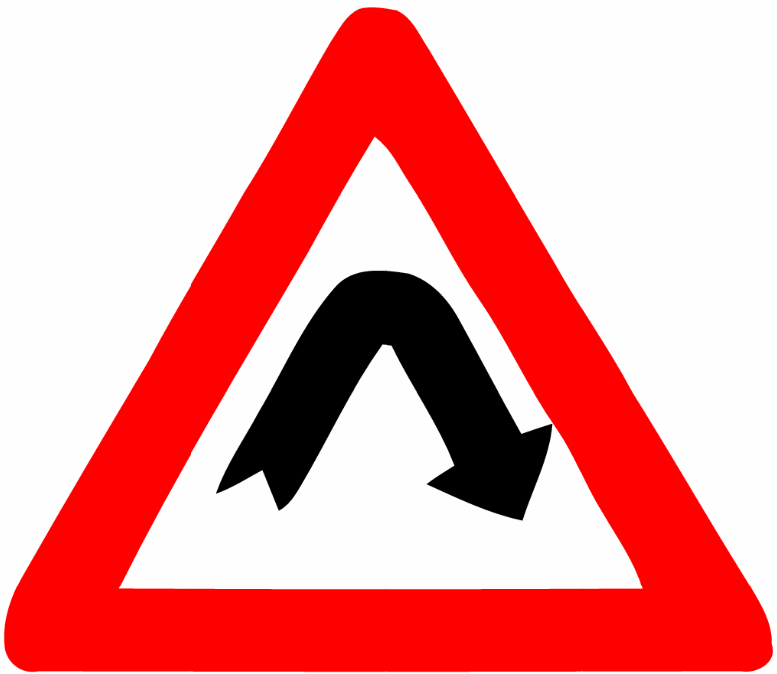
Točitá zatáčka vpravo
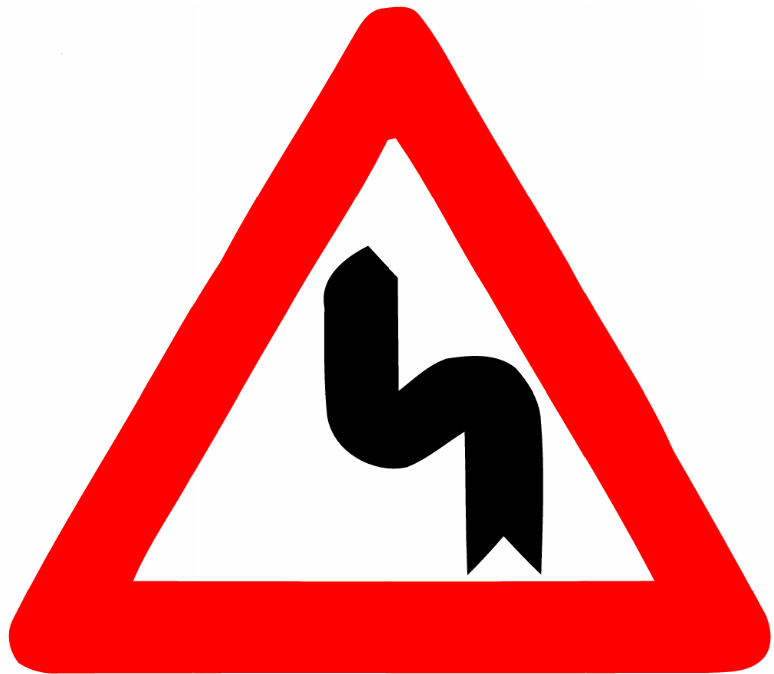
Dvojitá zatáčka, první vlevo
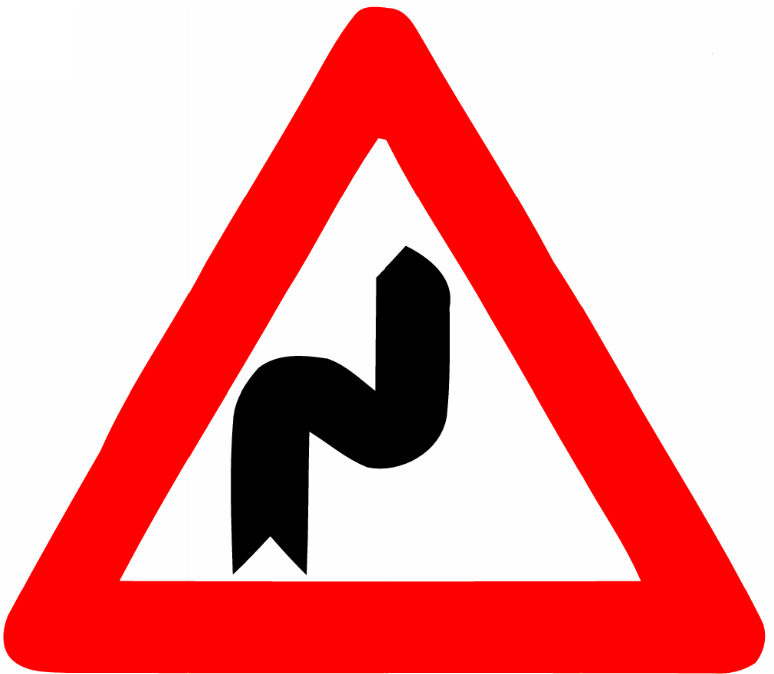
Dvojitá zatáčka, první vpravo
Točitá silnice
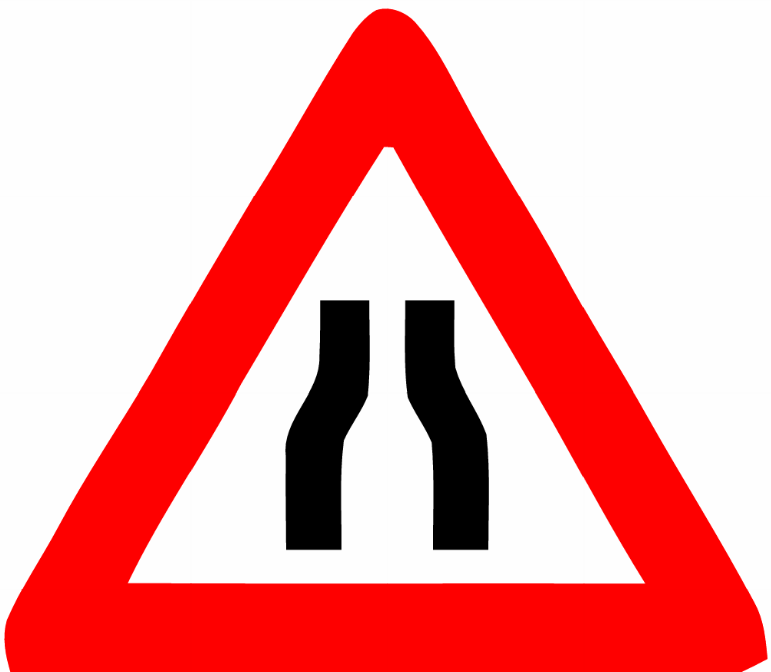
Zúžená vozovka
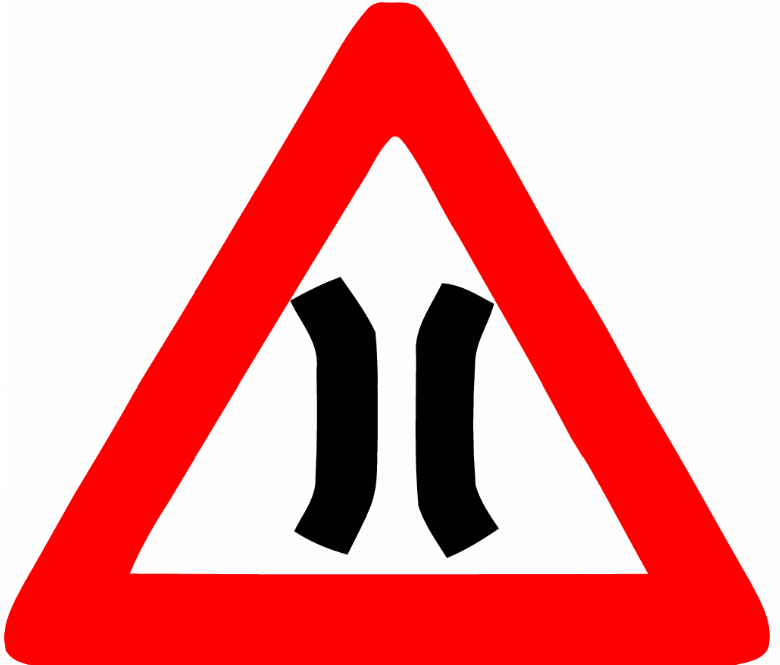
Úzký most
Práce
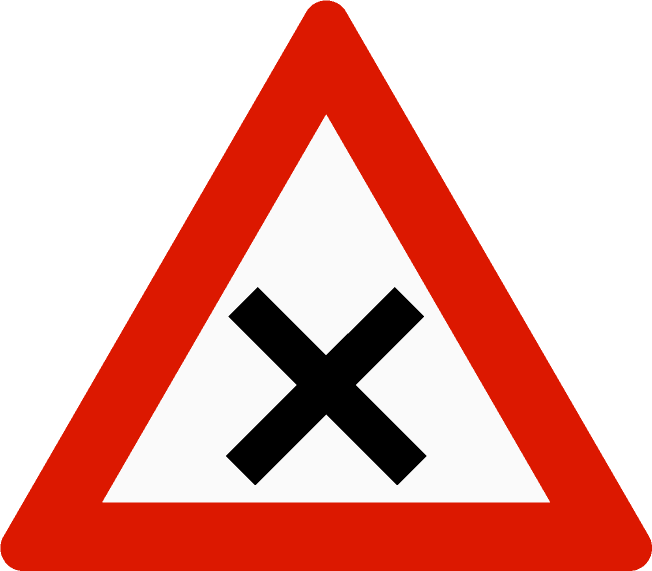
Křižovatka
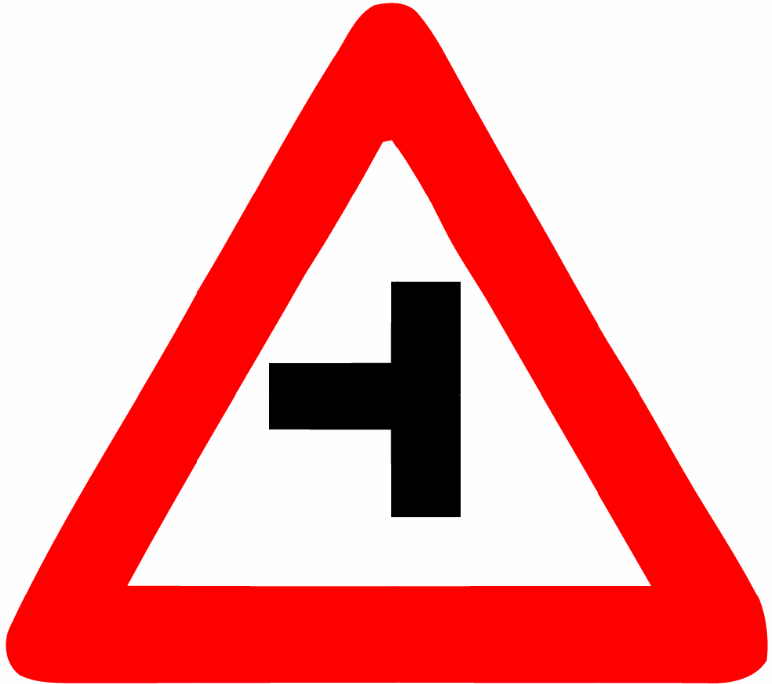
Křižovatka vlevo
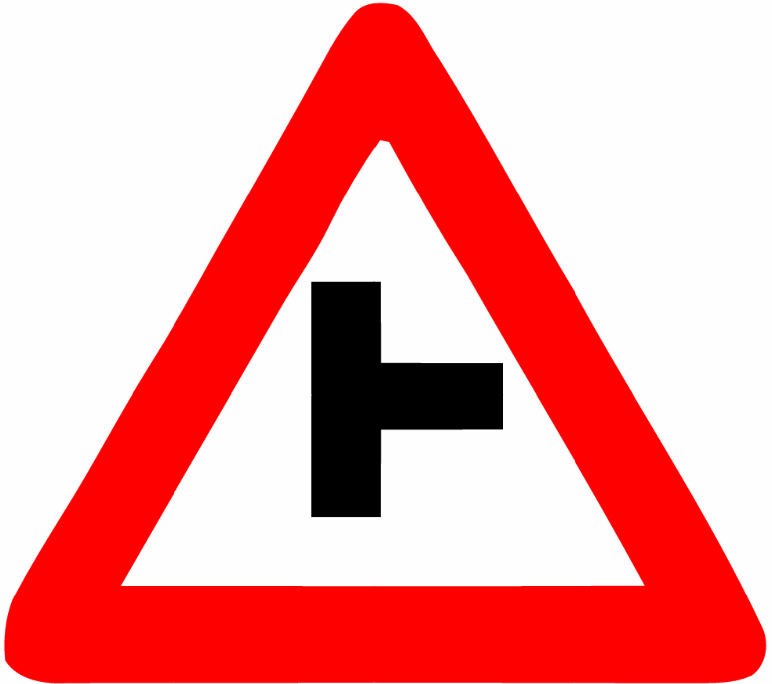
Křižovatka vpravo
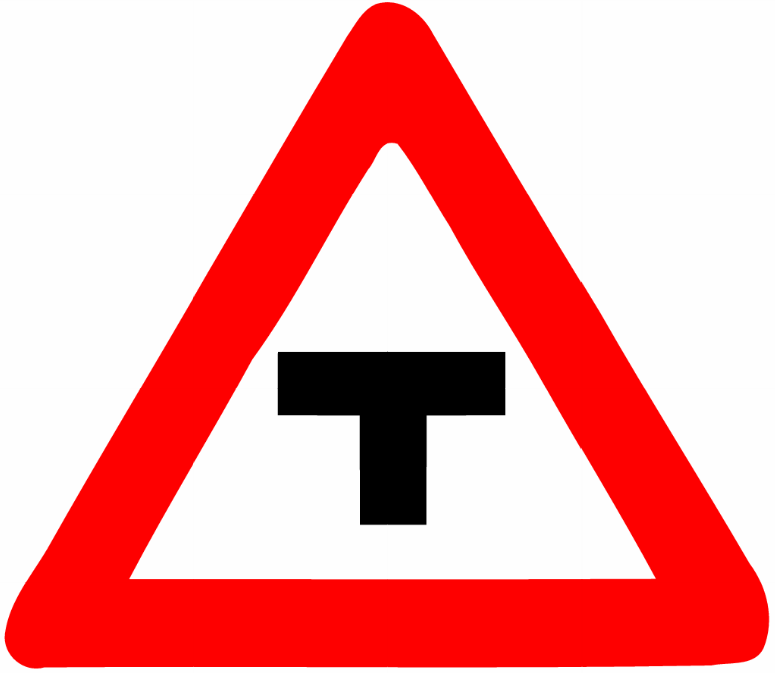
Křižovatka
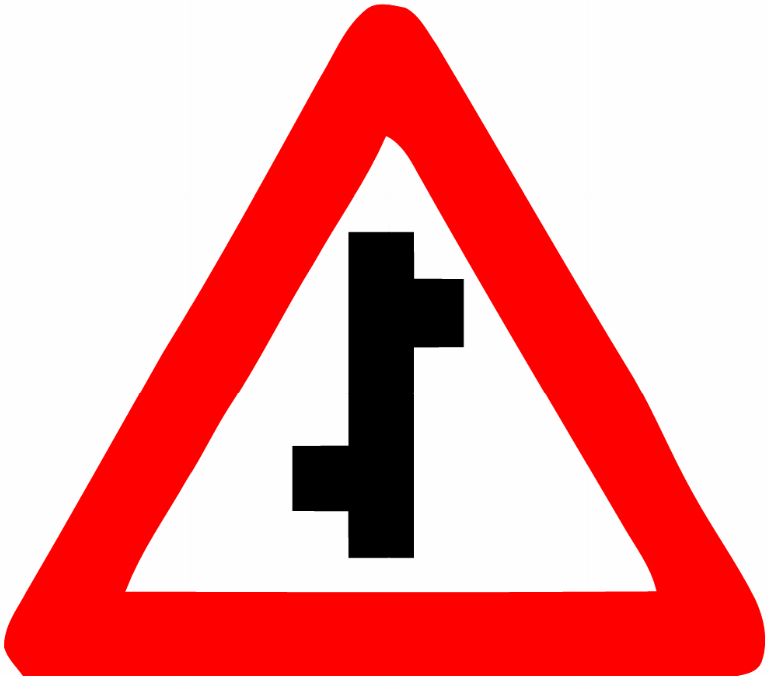
Dvojitá křižovatka, první vlevo
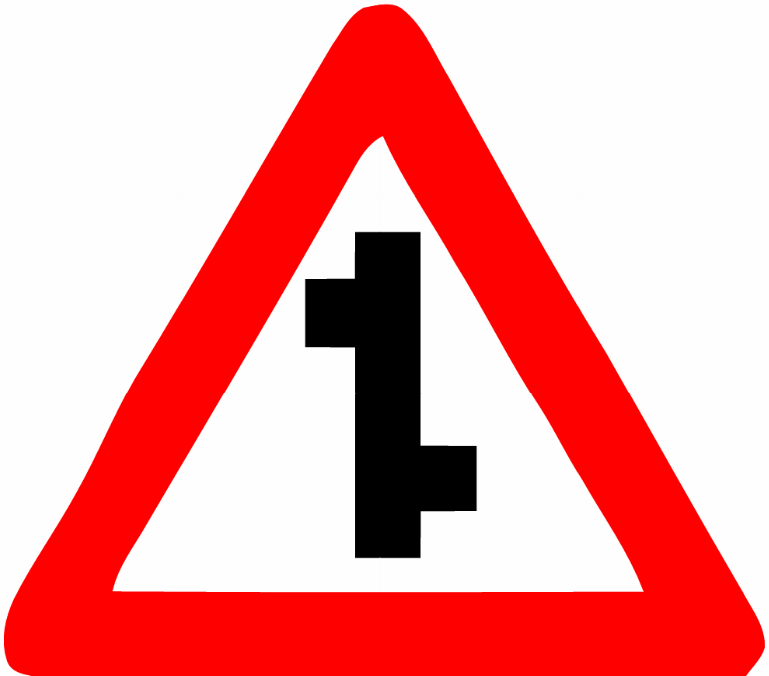
Dvojitá křižovatka, první vpravo
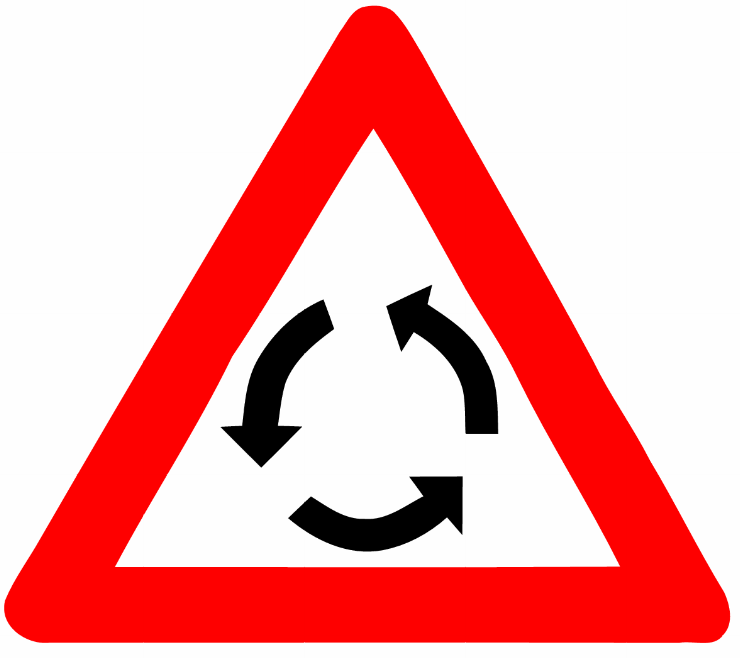
Kruhový objezd
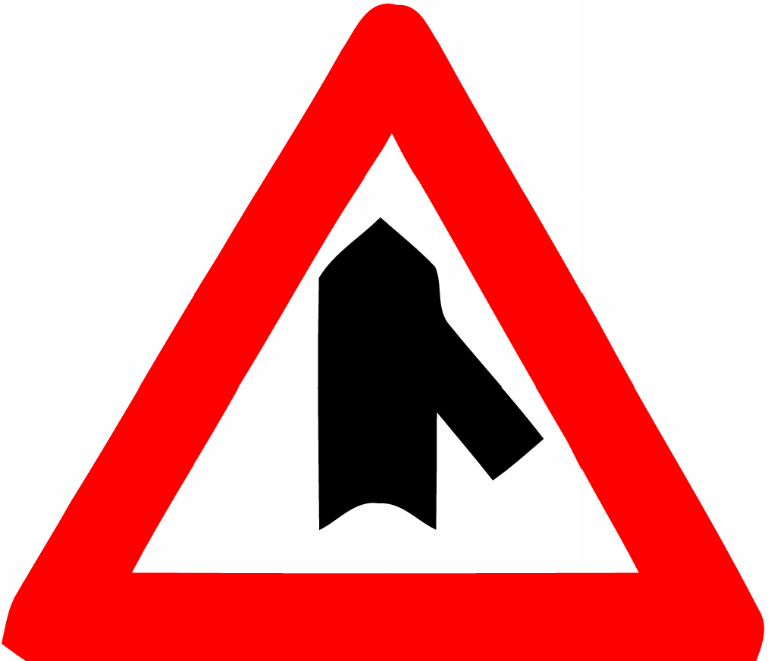
Napojení na silnici zprava
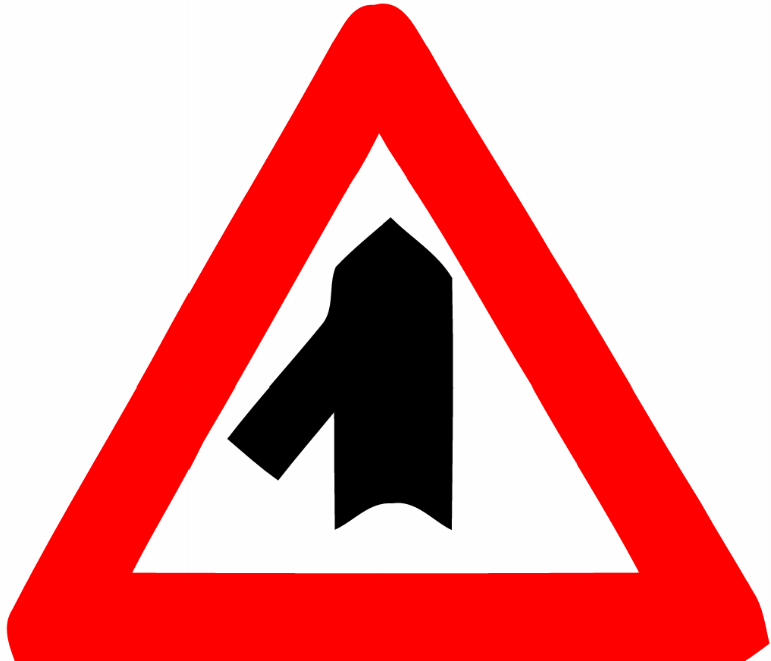
Napojení na silnici zleva
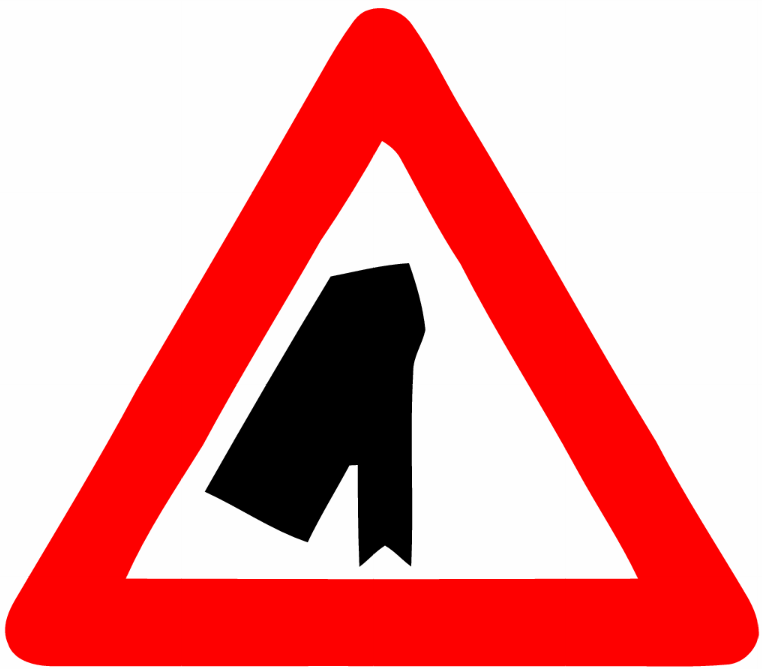
Napojení na silnici zprava
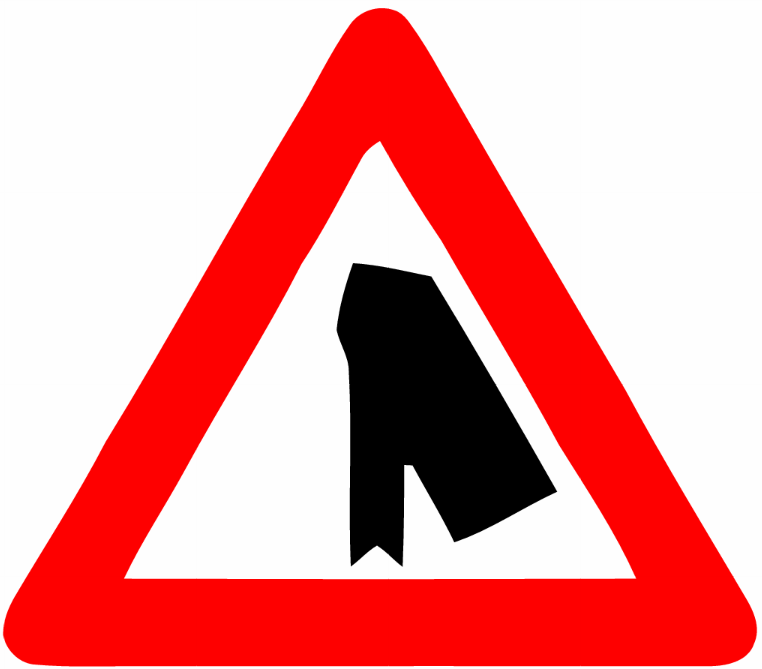
Napojení na silnici zleva
Kolona
Padající kamení
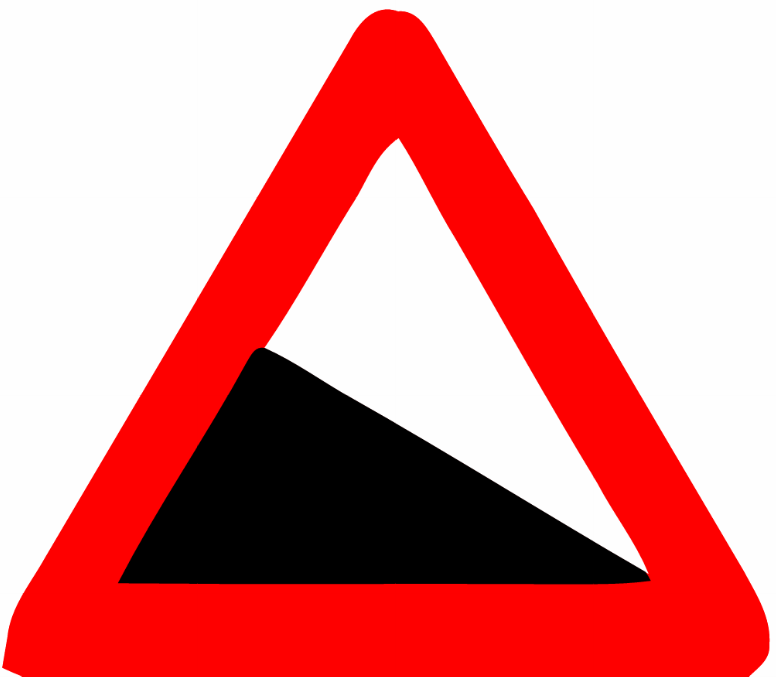
Nebezpečné klesání
Nebezpečí smyku
Přechod pro chodce
Blízký přechod pro chodce
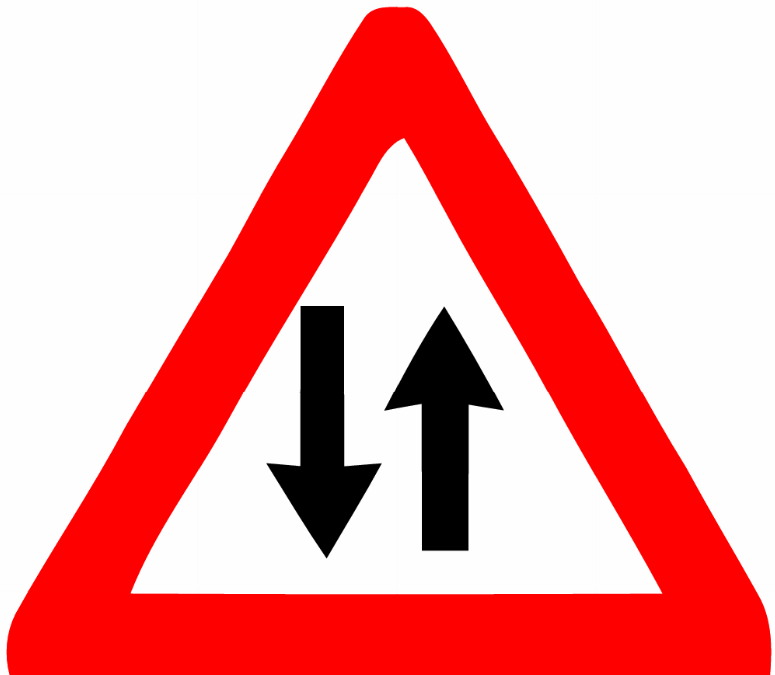
Provoz v obou směrech
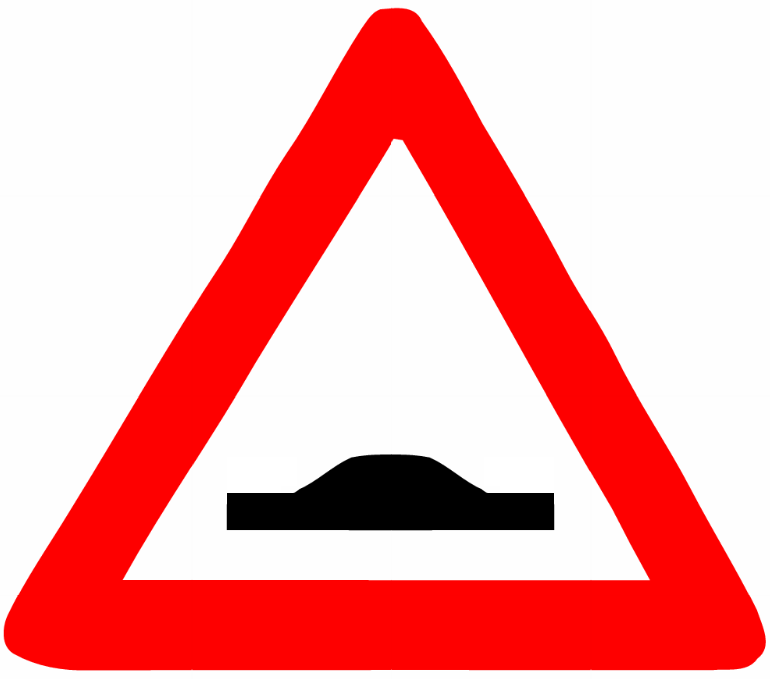
Zpomalovací práh
Divoká zvěř
Zemědělská vozidla
Cyklisté

## Příkazové značky
Příkazové dopravní značky mají kruhový tvar s červeným lemováním a bílým středem a někdy mohou být přeškrtnuté (jako všechny zákazové značky v severní Americe). Opačný druh značek, činnost povolující, má podobu modrého kruhu.

Příkazové značky
Zákaz vjezdu všech vozidel (v obou směrech)
Zákaz vjezdu všech vozidel
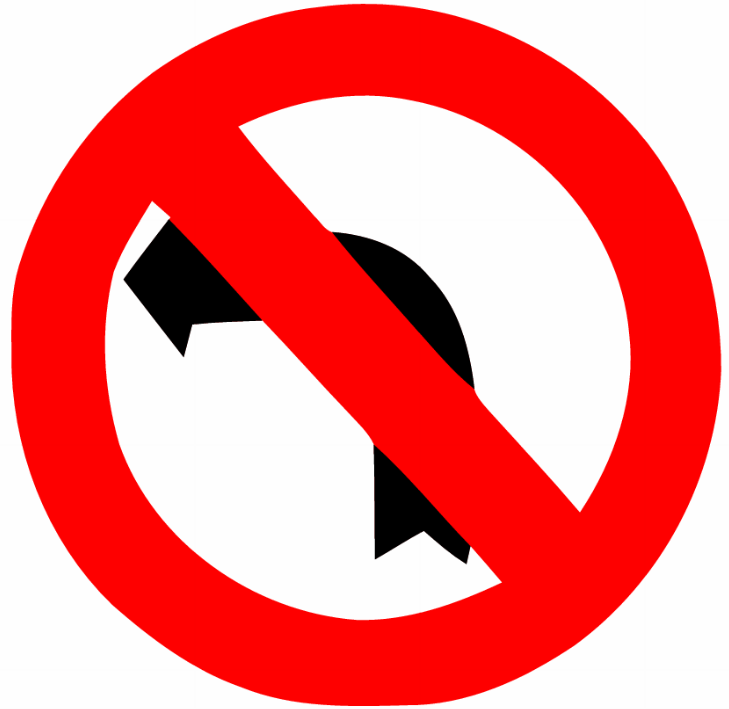
Zákaz odbočení vlevo
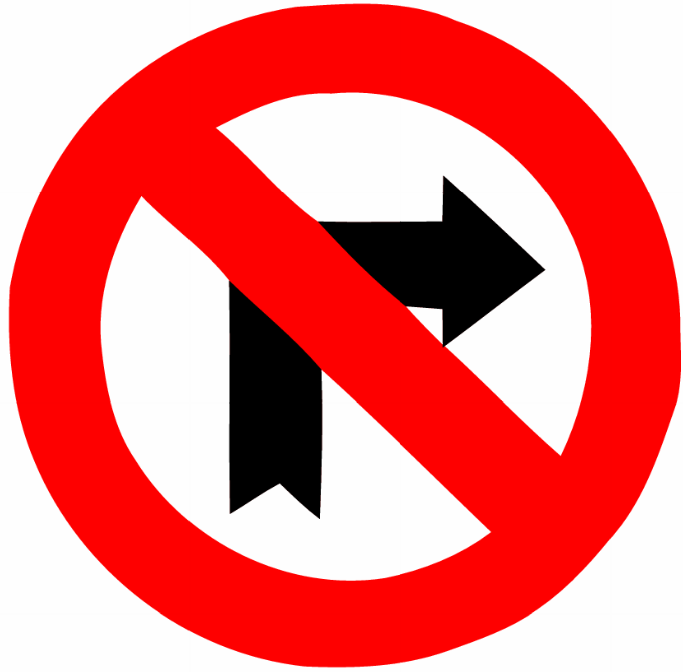
Zákaz odbočení vpravo
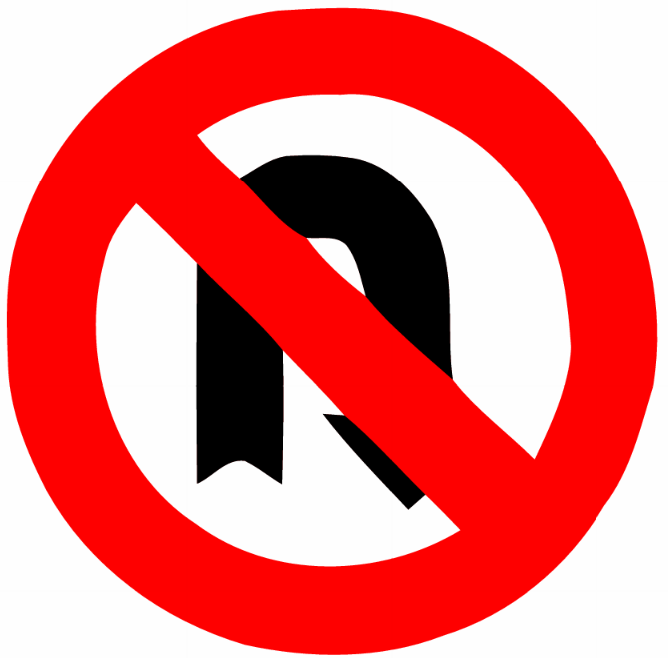
Zákaz otáčení vpravo
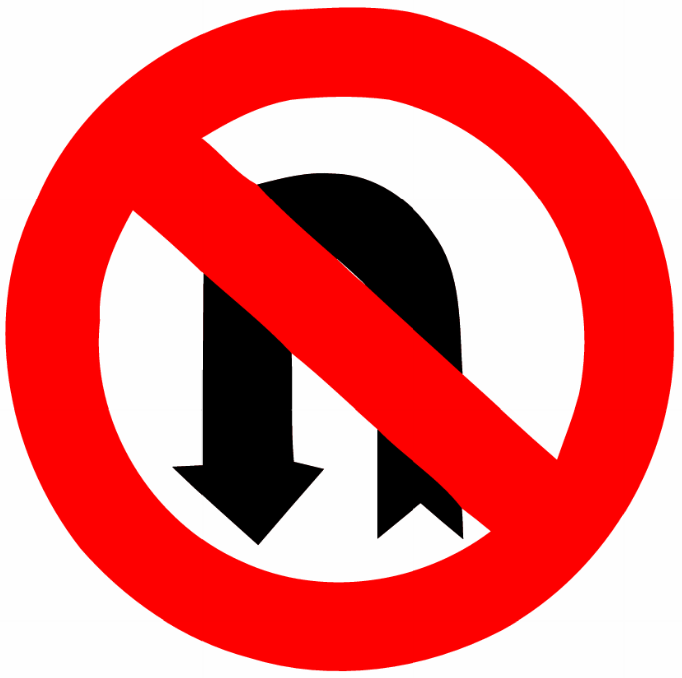
Zákaz otáčení vlevo
Celnice
Nejvyšší dovolená rychlost
Zákaz zvukových výstražných znamení
Zákaz stání
Dej přednost v jízdě
Stůj, dej přednost v jízdě
Dálnice
Zákaz vjezdu traktorů
Zákaz vjezdu jízdních kol
Stezka pro cyklisty
Stezka pro chodce a cyklisty
Zákaz vstupu chodců
Zákaz vjezdu všech motorových vozidel s výjimkou motocyklů bez postranního vozíku

## Informativní značky
Dopravní značka označující obec je bílá obdélníková a dopravní značka označující kulturní nebo turistické místo je hnědá obdélníková. Značení pro parkoviště označuje písmeno „P“, jako „parkoviště“, které je pod hebrejským písmenem chet (ח), jako „chanaja“ (חניה), což rovněž znamená „parkoviště.“
Silnice jsou v Izraeli kategorizovány jako národní, meziměstské, regionální či místní. Mají odpovídající barevné značení a jsou očíslované.

Informativní značky
Parkoviště
Národní silnice (dálnice)
Meziměstské silnice (dálnice)
Regionální silnice (silnice)
Místní silnice (cesta)
Směrová tabule
Kulturní nebo turistický cíl
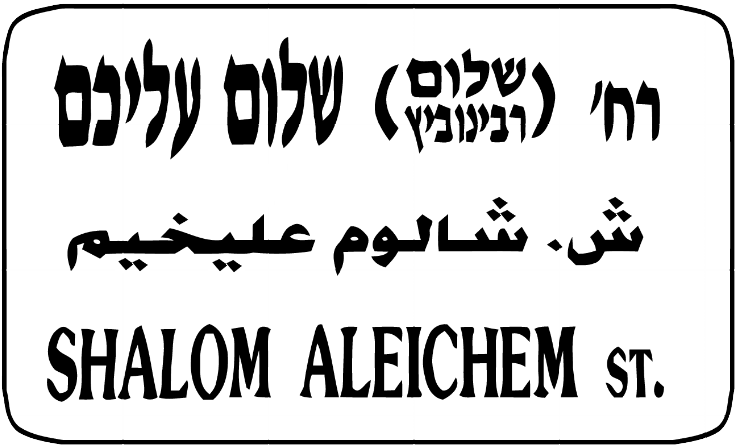
Označení názvu ulice v Tel Avivu
Dálniční ukazatel
Parkoviště pro postižené